# هرمان في. فون هولست
هرمان في. فون هولست (بالإنجليزية: Hermann V. von Holst)‏ هو مهندس معماري أمريكي، ولد في 1874، وتوفي في 1955.